# (1508) Кеми
(1508) Кеми (лат. Kemi) — астероид, относящийся к группе астероидов пересекающих орбиту Марса, который принадлежит к тёмному спектральному классу C. Он был обнаружен 21 октября 1938 года финским астрономом Хейкки Аликоски в обсерватории Турку и назван в честь финского города Кеми.

Орбита астероида Кеми и его положение в Солнечной системе
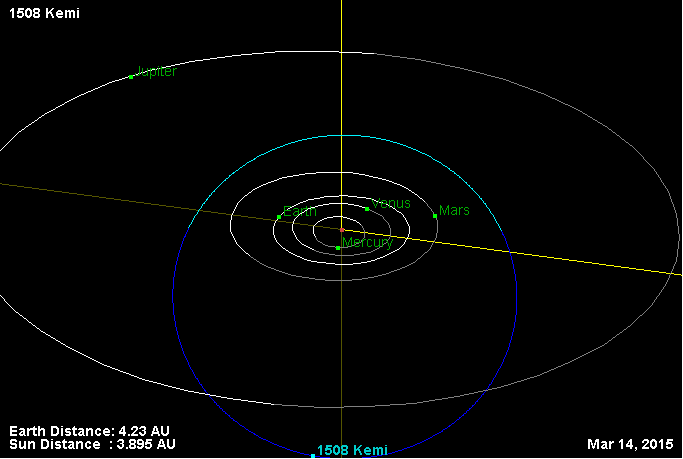
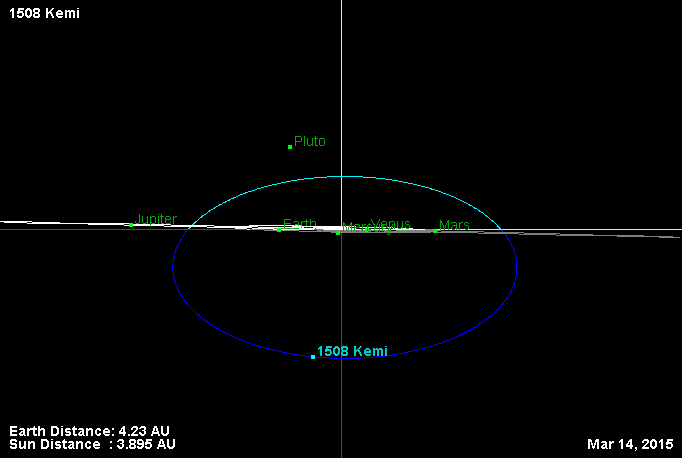